# Megan Dirkmaat
Megan Dirkmaat (ur. 3 maja 1976) – amerykańska wioślarka. Srebrna medalistka olimpijska z Aten.
Zawody w 2004 były jej jedynymi igrzyskami olimpijskimi. W stolicy Grecji medal zdobyła w ósemce. W 2007 zdobyła złoty medal mistrzostw świata w czwórce bez sternika.